# Cund
Cund (węg. Kund) – wieś w Rumunii, w okręgu Marusza, w gminie Bahnea. W 2011 roku liczyła 181 mieszkańców.